# Max Amann
Max Amann (ur. 24 listopada 1891 w Monachium, zm. 30 marca 1957 w tamże) – niemiecki wydawca, działacz partyjny, magnat prasowy, wojskowy i wysoki rangą dygnitarz III Rzeszy, prezes Eher-Verlag, przewodniczący Izby Prasowej Rzeszy, Reichsleiter oraz SS-Obergruppenführer. Po wojnie skazany na dziesięć lat robót przymusowych. Uczestnik I wojny światowej i puczu monachijskiego.
Pomysłodawca tytułu Mein Kampf.

## Życiorys
Amann urodził się w Monachium w Bawarii. Podczas I wojny światowej był sierżantem w oddziale, do którego należał Adolf Hitler. W 1921 kwatermistrz i dyrektor centralnego wydawnictwa NSDAP. W latach 1922–1935 pełnił funkcję Reichsleitera NSDAP do spraw prasy. Uczestniczył w puczu monachijskim (8–9 listopada 1923). Po upadku przewrotu został wraz z Hitlerem osadzony w twierdzy w Landsbergu.
W 1933 został przewodniczącym Izby Prasowej Rzeszy (Reichspressekammer). Ponadto przewodniczył spółce wydawniczej Eher-Verlag, która publikowała m.in. pisma „Völkischer Beobachter” czy stanowiący organ prasowy SS „Das Schwarze Korps” (Czarny Korpus). Można powiedzieć, że największy jego wkład w bieg historii stanowiło przekonanie Hitlera do zmiany tytułu jego książki (napisanej podczas pobytu w twierdzy w Landsbergu) z Czterech i pół roku walki przeciw kłamstwom, głupocie i tchórzostwu na Mein Kampf. Autobiografia Hitlera, połączona z manifestacją jego programu politycznego, stała się wkrótce głównym źródłem dochodów Amanna i wydawnictwa Eher-Verlag.
W okresie III Rzeszy Amann zyskał status największego magnata prasowego w Niemczech. Udało mu się osiągnąć tę pozycję m.in. poprzez połączenie wszystkich wydawnictw partyjnych (przed 1933), a następnie poprzez przejmowanie (pod przymusem ze strony państwa wobec właścicieli wydawnictw) innych tytułów prasowych. Zyski z kolportażu gazet Amanna w dużej mierze zasilały budżet partii nazistowskiej. 
Jako czołowa osobistość w świecie prasy, Amann przejął kontrolę nad tą gałęzią przemysłu mediowego i rozpoczął stopniowy proceder likwidacji magazynów, które nie popierały reżimu Hitlera. Od 1933 do 1945 udział własności partyjnej w gazetach wzrósł z 2,5% do ponad 82%. Jednak w roli urzędnika partyjnego nie wykazywał obiecujących zdolności. Był raczej miernym mówcą i słabo radził sobie w prowadzeniu debat. W dodatku, odręczne pismo Amanna było nieczytelne, wobec czego pracę przy dokumentach wykonywał w jego imieniu zastępca, Rolf Rienhardt. 
Po aresztowaniu przez żołnierzy alianckich pod koniec wojny, Amann został uznany przez sąd denazyfikacyjny za jednego z „głównych winowajców partyjnych” bądź „prominentnych działaczy partyjnych” (Hauptschuldiger). 8 września 1948 skazano go na 10 lat ciężkich robót (wyszedł na wolność już w 1953). Poza tym pozbawiono go praw własności w Eher-Verlag oraz całego majątku. Amann zmarł w ubóstwie 30 marca 1957 w Monachium.